# Ivar Månsson i Trää
Ivar Månsson i Trää, född 27 september 1845 i Norrvidinge, Malmöhus län, död 23 januari 1911 i Lund, var en svensk lantbrukare och politiker. Han var riksdagsledamot för Onsjö härads valkrets i andra kammaren 1873–1879 och 1885–1903.

## Biografi
Månsson var son till en välbärgad bonde. Hans politiska bana började tidigt, då han fick det ena kommunala uppdraget efter det andra, för att som 27-årig väljas in i riksdagen. Där gjorde han sig mycket uppmärksammad som en radikal medlem av Lantmannapartiet, intelligent, vältalig och självsäker. Han var ledamot av andra kammaren mellan 1873 och 1879 och andra gången 1885–1903. Under sex års hemmavaro utvecklades hans politiska ställningstagande mer och mer åt konservatism, särskilt protektionism. Icke desto mindre kunde han emellanåt visa sig vara radikal. Detta anses vara orsaken, dvs. bristen på jämvikt eller politisk stadga, till att Månsson inte blev någon dominerande ledare. Han var ledamot av Konstitutionsutskottet 1888-90, Bankoutskottet 1891–94 och Bevillningsutskottet 1895. 
Månsson var emellertid en av dem som verkade för sammanslagning av riksdagens båda lantmannapartier 1895. Och inom det återförenade partiet kom han att tillhöra ledargarnityren. Särskild möda lade han ned på försvarsfrågans lösning 1901 och på genomdrivandet av 1902 års beslut i rösträttsfrågan, vilken innebar allmän rösträtt till andra kammaren vid fullgjord skatteplikt till stat och kommun, lika representation för stad och land, samt proportionell valmetod. Månsson var ledamot av flera kommittéer, bland annat kommittén för proportionella val 1902–03. Han satt i Statsutskottet perioden 1896–1903, och därefter lämnade han riksdagen. 
Månsson övertog en befattning som tillförordnad domänintendent i Kristianstads län (1902–09). Han gjorde flera uppmärksammade politiska utspel, vilka snarare hade beröringspunkter med ungdomens radikalism än med hans konservativa riksdagsperiod. 
Ivar Månsson var i andra äktenskapet gift med Sigrid Charlotta, född Larsson 1854. Hon var dotter till Carl Anders Larsson och blev mor till Tora, i första äktenskapet gift Hallgren och därefter Fritiof Nilsson Piratens andra hustru.